# République socialiste soviétique autonome de Carélie
Pour les articles homonymes, voir Carélie.
1923 – 1940
1956 – 1991
Entités précédentes :
- Gouvernement d'Arkhangelsk
- Gouvernement d'Olonets
- RSS carélo-finnoise (1956)

Entités suivantes :
- RSS carélo-finnoise (1940)
- République de Carélie (Fédération de Russie)

La république socialiste soviétique autonome de Carélie (en russe : Карельская АССР) est une république autonome de l'Union soviétique. Sa capitale était la ville de Petrozavodsk (en finnois : Petroskoi).

## Commune prolétaire de Carélie (1920–1923)
Au début de révolution bolchévique, l'ancienne Carélie russe eut un statut de Commune prolétaire au sein de la république socialiste fédérative soviétique de Russie (RSFSR) du 8 juin 1920 jusqu'à la fin juillet 1923.
Un soulèvement populaire des Caréliens orientaux (fi) débutant en 1921 est vaincu par l'armée rouge en 1922.

## Première RSSA de Carélie (1923–1940)
- première RSSA de Carélie
- seconde RSSA de Carélie
- territoires ayant appartenu à la RSS carélo-finnoise

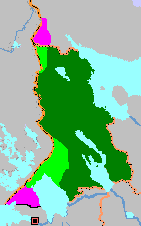
première RSSA de Carélie
territoires ayant appartenu à la RSS carélo-finnoise

La première RSSA de Carélie remplaça ensuite la commune prolétaire jusqu'en 1940, en tant que république autonome de la RSFS de Russie, et non d'une république soviétique à part entière membre de l'Union soviétique. Elle était plus petite que l'actuelle république de Carélie.

## Période intermédiaire (1940–1956) d'expansion
De 1940 à 1956, l'isthme de Carélie et les îles du golfe de Finlande, la ville de Salla, ainsi que la région de Petsamo qui séparait la Russie de la Norvège près de la mer de Barents ont été incorporés à la RSSA de Carélie, qui devint alors une nouvelle 16e république fédérée de l'Union (ou « République unionale » союзная республика), la République socialiste soviétique carélo-finnoise.
Ces anciens territoires avaient été pris par l'Armée rouge à la Finlande, dont la plus grande ville était Viiborg et aujourd'hui Vyborg, fut intégrée à une éphémère République démocratique finlandaise avant d'être annexés, à la suite de la guerre d'Hiver soviéto-finlandaise de 1940 et intégrés à la République carélo-finnoise ; ces territoires furent, par la suite, partiellement et temporairement reconquis par la Finlande entre 1941 et 1944 lors de la guerre de Continuation. Les Finlandais les céderont définitivement aux Soviétiques lors de la signature de l'armistice de Moscou le 19 septembre 1944, cession ensuite confirmée par le  traité de paix de Paris en 1947, année durant laquelle, les Finlandais vendirent également aux Soviétiques le territoire de Jäniskoski–Niskakoski qu'ils avaient réussi à conserver jusque-là.
Seulement 10 % environ de la population de cette région est encore aujourd'hui originaire de la Carélie finlandaise ou d'origine ethnique finnoise.

## Seconde RSSA de Carélie (1956–1991) à nouveau réduite
Le 16 juillet 1956, le statut de la Carélie a été rétrogradé de celui de République de l'Union à celui à nouveau d'une simple RSSA et tout le territoire est divisé avant d'être rétrocédé après redécoupage à la République socialiste fédérative soviétique russe (ce qui en fait une annexion pleine par la Russie).
La seconde RSSA de Carélie subsistera sous ce statut jusqu'à la fin de l'Union soviétique en décembre 1991, avec toutefois un territoire plus grand que la première RSSA.
Au sud, l'isthme de Carélie (avec les îles du golfe de Finlande) est divisé et réparti en simples régions administratives (raions) de l'oblast de Léningrad au sein de la RSFSR.

## L'actuelle Carélie (depuis 1992)
Dans la Communauté des États indépendants qui a succédé vaguement en 1992 à l'Union soviétique éclatée, la nouvelle Fédération de Russie conservera l'autorité sur la Carélie en tant que sujet fédéral doté du plein statut de République, avec une semi-autonomie et une Constitution propre (et non le statut plus intégré d'oblast comme les principales régions russes voisines).
L'ancienne Carélie finlandaise annexée fait maintenant partie essentiellement de l'oblast de Léningrad, avec cependant une petite partie intégrée aujourd'hui dans les districts les plus au nord (essentiellement le district de Kurortny, sur la rive nord du golfe de Finlande et l'île de Hogland dans le golfe) de la ville fédérale de Saint-Pétersbourg (qui ne fait pas partie de l’oblast de Léningrad, dont elle est pourtant le siège).